# 1322
Năm 1322 (Số La Mã: MCCCXXII) là một năm bắt đầu vào thứ Sáu trong lịch Julius.

## Sự kiện
Các sự kiện xảy ra: ngày mất của Lê Văn Hưu.